# 草科藏族乡
草科藏族乡，是中华人民共和国四川省雅安市石棉县下辖的一个乡镇级行政单位。

## 行政区划
草科藏族乡下辖以下地区：
草科村、和坪村、友爱村、大坭村和农家村。